# Pëtr Kuz'mič Pachtusov
Pëtr Kuz'mič Pachtusov, in russo Пётр Кузьмич Пахтусов? (Kronštadt, 20 marzo 1800 – Arcangelo, 7 novembre 1835), è stato un navigatore, esploratore e cartografo russo, ricordato per aver compiuto il primo studio completo della Novaja Zemlja.

## Biografia
Diplomato all'istituto nautico, è stato promosso guardiamarina nel 1828 e ha partecipato alla spedizione di Fëdor Petrovič Litke. Tra il 1832 e il 1835 ha intrapreso due viaggi esplorativi alla Novaja Zemlja. Ha svernato due volte nelle isole annotando dettagliate osservazioni meteorologiche. Insieme al collega esploratore e cartografo polacco August Cywolka (in russo: Август Карлович Циволька, Avgust Karlovič Civol'ka), Pachtusov ha redatto le prime mappe affidabili delle coste meridionali e orientali della Novaja Zemlja, in particolare di tutta l'isola Južnyj e la costa orientale dell'isola Severnyj.
È morto prematuramente per una grave malattia ad Arcangelo.
Nel 1886 gli fu eretto un monumento a Kronštadt.

## Luoghi a lui dedicati
- Isola di Pachtusov nell'arcipelago di Novaja Zemlja.
- Isole di Pachtusov nell'arcipelago di Nordenskiöld.
- Isole di Pachtusov nell'arcipelago dell'imperatrice Eugenia.
- La nave Pachtusov che ha preso parte alla prima spedizione idrografica del mar Glaciale Artico.
- Una strada (Улица Пахтусова) a Mosca.